# L'uomo che ascolta i cavalli
L'uomo che ascolta i cavalli è il primo libro di Monty Roberts. Decise di scriverlo dopo il suggerimento ricevuto nel 1989 dalla Regina Elisabetta II d'Inghilterra di scrivere un saggio riguardo ai metodi di comunicazione naturale con il cavallo da lui raggiunti.
Il libro non è però un saggio né un manuale, è infatti un'autobiografia che racconta, attraverso le esperienze di una vita, il raggiungimento delle tecniche della doma gentile. Parla quindi della vita di Roberts che, inevitabilmente, è sempre stata circondata da cavalli.
Solo una breve appendice dà una serie di consigli pratici e tecnici che tuttavia non sono sufficienti ad apprendere il suo metodo (che invece è descritto nel libro From my hands to yours).
In quest'opera Monty descrive suo padre, Marvin Roberts, come un uomo violento con i cavalli e con le persone, ottuso e molto rude, afferma inoltre di essere stato picchiato da lui in varie occasioni, una delle quali con una catena.
Il libro, edito da Mondadori e da molti anni non più in commercio, è stato recentemente ristampato ed è disponibile in libreria.

## Capitoli del libro
1. Il richiamo dei cavalli selvatici
2. La mia infanzia con i cavalli
3. La Valle dell'Eden
4. La sindrome del castello di sabbia
5. Flag Is Up Farm riconquistata
6. I miei amici cervi
7. L'invito che cambio la mia vita
8. Quando la gabbia di partenza è il peggiore incubo di un cavallo da corsa

- Appendice: Guida dettagliata all'associazione

I questo caso il termine associazione non riguarda un'associazione di persone con lo stesso interesse, bensì è la traduzione dell'espressione inglese Join Up che letteralmente vorrebbe dire "Aggregati!".
Questo è il termine che Monty Roberts usa per definire il processo psicologico che si verifica quando un cavallo ed un essere umano riescono a capirsi comunicando tramite il linguaggio non verbale.
È da notare che benché "join up" sia un'espressione che rientra nel linguaggio gergale quotidiano della lingua inglese, Monty Roberts decise di brevettarla. Per questo motivo si può vedere la caratteristica lettera R inscritta nel cerchietto che la certifica come marchio registrato.
Un esempio lo si ha anche sui siti ufficiali di Monty Roberts cliccando il link Join-Up.

### Critiche
A seguito della pubblicazione de L'uomo che ascolta i cavalli la zia di Monty, Joyce Renebome, e la cugina di lui, Debra Ristau, scrissero e pubblicarono il libro Horse Whispers & Lies (Sussurri di cavallo e menzogne) confutando Monty e descrivendo invece Marvin Roberts come un uomo gentile e compassionevole.
Larry Roberts, il fratello di Monty, non ha mai affermato di aver subito i maltrattamenti descritti in L'uomo che ascolta i cavalli

## Edizioni
- Monty Roberts, L'uomo che ascolta i cavalli, 1 ed., Rizzoli, aprile 1998,  pp. 321, cap. 8, ISBN 88-17-85258-9.